# Mikołaj Wizgierd
Mikołaj Wizgierd herbu Odrowąż (zm. 13 marca 1622 roku) – marszałek Trybunału Głównego Wielkiego Księstwa Litewskiego w 1618 roku, podkomorzy upicki w latach 1611–1622.
Był wyznania kalwińskiego.